# Cécile Hussherr-Poisson
Cécile Poisson (1975-2023) est une enseignante-chercheuse, spécialiste de la réécriture des mythes en littérature et des rapports entre littérature et nouvelles technologies. Elle est la 34e victime d'un féminicide en France pour l'année 2023.

## Biographie
Cécile Poisson est née en avril 1975. Ancienne élève du lycée Lakanal, du lycée Louis-le-Grand et de l'École normale supérieure (promotion 1995), elle est agrégée de lettres classiques, special student à l’université Harvard (1997-1998). Elle se spécialise dans la représentation littéraire des mythes bibliques,, obtenant en 2002 un doctorat en littérature comparée à l'université de Marne-la-Vallée (Caïn et Abel dans les littératures anglaise et française du XIXe siècle). 
Après un poste d'ATER dans cette université, elle y est recrutée en 2003 comme maîtresse de conférences en littérature comparée, et devient responsable adjointe de l'équipe d'accueil 357 Littérature et savoir des formes. 
Spécialiste de l'apprentissage numérique, notamment pour l'enseignement de la littérature, elle est en 2010 directrice de collection pour Lelivrescolaire.fr, une maison d'édition de manuels scolaires collaboratifs et innovants. 
En 2009, elle reprend la coordination de la mini-entreprise de lettres dans son université. Responsable à partir de 2018 du master MEEF 1er degré en lettres, elle dirige à partir de 2022 le département de lettres à l'université Gustave Eiffel. Elle est aussi « sentinelle égalité » au sein de sa faculté.
Elle meurt le 20 mars 2023 à Paris (XIIe arrondissement), assassinée par son ex-mari François-Xavier Hussherr dans le hall de son immeuble. Il s'agit du trente-quatrième féminicide recensé par le collectif Féminicides par compagnons ou ex en 2023.

## Œuvres
- Figures bibliques, figures mythiques, ambiguïtés et réécritures, Éditions rue d'Ulm, 1999
- Figures bibliques, figures mythiques, ambiguïtés et réécritures, préf. Y. Chevrel, Paris, Éditions rue d’Ulm, 2002 (co-autrice)
- Victor Hugo ou les frontières effacées, Nantes, Plein Feux, 2002[16]
- L’Ange et la bête, Caïn et Abel dans la littérature, Paris, Cerf, 2005.
- Le nouveau pouvoir des internautes, Timée, 2006 (co-autrice)
- L'Internet pour tous : 15 mesures pour réduire la fracture numérique en France (chapitre 4 : aider les étudiants défavorisés), Renaissance Numérique, 29 mars 2007
- La littérature dépliée : reprise, répétition, réécriture, sous la direction de Jean-Paul Engélibert et Yen-Maï Tran-Gervat, Rennes : Presses universitaires de Rennes, 2008
- Construire le modèle éducatif du 21e siècle, FYP Editions, janvier 2017